# Николаевка (Рыбно-Слободский район)
Николаевка — деревня в Рыбно-Слободском районе Республики Татарстан в составе Урахчинского сельского поселения.
Расположено в 3 километрах от Куйбышевского водохранилища в 23 км к востоку от поселка городского типа Рыбная Слобода.

## История
Основана в конце XVIII - начале XIX века.
Предположительно название поселения происходит от имени и фамилии владельцев деревни.
В 1852 году после большого пожара оставшиеся без крова крестьяне села Урахча переселились в деревню Николаевку..
До реформы 1861 года жители относились к категории помещичьих крестьян. Занимались земледелием, разведением скота. В начале XX века в Николаевке функционировали школа начальной грамоты (открыта в 1903 году) и 2 лавки. В этот период земельный надел сельской общины составлял 251 десятин.
Весной - летом 1919 г. в окрестностях деревни и соседнего села Урахча происходили неоднократные столкновения периода Гражданской войны, по итогам которых войска белого движения потерпели поражение и были вынуждены переправиться на левый берег реки Кама.
До 1920 село входило в Урахчинскую волость Лаишевского уезда Казанской губернии. С 1920 года в составе Лаишевского кантона Татарской АССР. С 1927 года в Рыбно-Слободском районе, с 01.02.1963 в Пестречинском районе. В 1965 году вновь включено в состав Рыбно-Слободского района.
По данным спутниковых снимков на 2021 год поселение заброшено.

## Население
| 1859 | 1897 | 1908 | 1920 | 1926 | 1938 | 1949 | 1958 | 1970 | 1989 | 2002 |
| ---- | ---- | ---- | ---- | ---- | ---- | ---- | ---- | ---- | ---- | ---- |
| 174  | 333  | 354  | 370  | 308  | 343  | 294  | 130  | 123  | 10   | 4    |